# سنا آلتاما
سنا آلتاما (انگلیسی: Sanaa Altama؛ زادهٔ ۲۳ ژوئیهٔ ۱۹۹۰) بازیکن فوتبال اهل فرانسه است.
از باشگاه‌هایی که در آن بازی کرده‌است می‌توان به باشگاه فوتبال دیژون، باشگاه فوتبال لیل، باشگاه فوتبال پترولول پلویشت، و باشگاه فوتبال سدان اشاره کرد.
وی همچنین در تیم ملی فوتبال چاد بازی کرده‌است.